# 돌루테그라비르/릴피비린
돌루테그라비르/릴피비린(Dolutegravir/rilpivirine)은 줄루카(Juluca)라는 상표명으로 판매되는 후천면역결핍증후군의 치료에 사용하는 고정용량 혼합제(fixed-dose combination)이다. 이는 통합효소 억제제인 돌루테그라비르와 비뉴클레오시드 유사체 역전사효소 억제제인 릴피비린으로 이루어져 있다. 식사와 함께 경구 투여한다.
이 약의 투여로 인한 가장 흔한 부작용은 설사와 두통이다.
돌루테그라비르/릴피비린은 미국에서 2017년 12월에 허가되었으며 유럽 연합에서 2018년 5월에 허가되었다. 대한민국 식품의약품안전처에서는 이 약을 2019년 2월 11일에 허가하였다.